# Антон Вайсбекер
Антон Вайсбекер (нім. Anton Waisbecker, угор. Waisbecker Antal; 29 січня 1835 — 4 квітня 1916) — угорський лікар та ботанік.

## Біографія
Антон Вайсбекер народився 29 січня 1835 року у місті Кесег (медьє Ваш).
Він працював лікарем у місті Кесег та проводив дослідження місцевої флори. Відомий своїм досвідом у вивченні Папоротеподібних, він також зробив значний внесок у дослідження родів Малина, Осока та Перстач.
Помер 4 квітня 1916 року.

## Основні наукові праці
- Köszeg és vidékének edényes nôvényei (1882, друге видання у 1891) — Насінні Кесегу та околиць.
- Beiträge zur Flora des Eisenburger Comitates (1893) — Внесок у вивчення флори медьє Ваш[3][4].